# Gzuz (album)
Gzuz – trzeci studyjny album niemieckiego rapera Gzuza. Został wydany 14 lutego 2020 r. Wydawnictwo ukazało się nakładem niezależnej wytwórni 187 Strassenbande przy pomocy Universal Music, która odpowiadała za dystrybucję.
Album w głównej mierze został wyprodukowany przez duet producentów The Cratez. Przy czym dwa utwory współtworzył producent Mohamad Hoteit, ps. The Royals. Kilka utworów wyprodukował DeeVoe.
Nagrania debiutowały na szczycie listy sprzedaży w Niemczech i Austrii, a także na drugiej pozycji w Szwajcarii. Album pozostawał notowany kolejno 24, 29 i 12 tygodni w tych krajach.

## Lista utworów
1. „Gazozial“
2. „Loco“
3. „Nie erwartet“
4. „Kopfnüsse“
5. „Verkackt“ (gości. Bonez MC)
6. „Wie Gazi“
7. „Was hat es gebracht“
8. „Vor der Tür“
9. „Kriminell“ (gości. Bonez MC, Gallo Nerø)
10. „Was ist jetzt“
11. „Donuts“
12. „Kapseln“ (gości. Sa4)
13. „Ausgezahlt“ (gości. RAF Camora)